# فرودگاه ایناگوا
فرودگاه ایناگوا (به انگلیسی: Inagua Airport) یک فرودگاه همگانی با کد یاتا IGA است که یک باند فرود آسفالت دارد و طول باند آن ۲۱۳۸ متر است. این فرودگاه در کشور باهاما قرار دارد .

## شرکت‌های هواپیمایی و مقصدهای پروازی
| شرکت‌های هواپیمایی | مقصدهای پروازی |
| ----------------- | -------------- |
| Bahamasair        | لیندن پیندلینگ |